# 牯岭蛇葡萄
牯岭蛇葡萄（学名：Ampelopsis heterophylla var. kulingensis）为葡萄科蛇葡萄属下的一个变种。

## 扩展阅读
- 維基物種上的相關：牯岭蛇葡萄